# Lista de bairros de Caacupé
Esta é a lista dos 36 bairros da cidade paraguaia de Caacupé.
| N° | Bairro            |
| -- | ----------------- |
| 1  | San Rafael        |
| 2  | Buena Vista       |
| 3  | Loma              |
| 4  | Yvú               |
| 5  | Tupasy Ycuá       |
| 6  | Yvoty             |
| 7  | Industrial        |
| 8  | Centro            |
| 9  | Alegre            |
| 10 | San Miguel        |
| 11 | Seminario         |
| 12 | San Juan Bautista |
| 13 | Santa María       |
| 14 | San Blas          |
| 15 | San Felipe        |
| 16 | San Pablo         |
| 17 | San Cayetano      |
| 18 | Daniel Escurra    |
| 19 | Kennedy           |
| 20 | San Francisco     |
| 21 | Loma Guazú        |
| 22 | Santa Ana         |
| 23 | Cabañas           |
| 24 | Potrero Po'i      |
| 25 | Azcurra           |
| 26 | Yhaka Ro'ysa      |
| 27 | Itá Yvú Guazú     |
| 28 | Aquino Cañada     |
| 29 | Coronel Martínez  |
| 30 | Itá Yvumí         |
| 31 | Cerro Real        |
| 32 | Ytumí             |
| 33 | Ytú Guazú         |
| 34 | Ypucú             |
| 35 | Costa Pucú        |
| 36 | Almada            |